# Legalmente Hablando
Legalmente Hablando es un programa de televisión paraguayo de entrevistas sobre temas legales y jurídicos en el país. El programa es conducido por Ricardo Sasiain.